# Дружелюбівка (Запорізький район)
Дружелю́бівка — село в Україні, у Матвіївській сільській громаді Запорізького району Запорізької області. До 2020 року було адміністративним центром Дружелюбівської сільської ради. Населення станом на 1 січня 2007 року складало 450 осіб. 

## Географія
Село Дружелюбівка розташоване за 8 км від міста Вільнянська та за 17 км від обласного центру, на відстані 1 км від сіл Новоіванівське та Новософіївка. Поруч із селом тече пересихаючий струмок із загатами. За 2,5 км від села пролягає автошлях національного значення Н15 та залізнична лінія Синельникове I — Запоріжжя I, станція Янцеве. Поруч з  селом пролягає підїзна залізнична лінія до Янцівського гранітного кар'єру.
Площа села — 104 га, налічується 162 домогосподарств. 

## Історія
Село Дружелюбівка засноване, як невеликий хутір у 1922 році.
У 1932—1933 роках селяни пережили сталінський геноцид.
День села досі відзначається 14 жовтня, так як у жовтневі дні 1943 року село Дружелюбівка було звільнено Червоною армією від німецько-фашистських військ в ході німецько-радянської війни. 
З 24 серпня 1991 року село у складі Незалежної України.
12 червня 2020 року, відповідно до розпорядження Кабінету Міністрів України № 713-р «Про визначення адміністративних центрів та затвердження територій територіальних громад Запорізької області», село увійшло до складу  Матвіївської сільської громади.
17 липня 2020 року, в результаті адміністративно-територіальної реформи та ліквідації Вільнянського району, село увійшло до складу Запорізького району.

## Інфраструктура
- Середня загальноосвітня школа
- Будинок культури
- автопідприємство «Шляхбуд»
- Дружелюбівський виправний центр № 1.

## Пам'ятка
В центрі села знаходиться братська могила вояків Червоної армії, що брали участь у звільненні села від німецько-фашистських окупантів під час Другої світової війни.